# Galeïta
La galeïta és un mineral de la classe dels sulfats. Anomenat l'any 1955 per Adolf Pabst, Dwight L. Sawyer, Jr. i George S. Switzer en honor de William Alexander Gale (1898-1985), director de recerca de la American Potash and Chemical Corporation.

## Classificació
La galeïta es troba classificada en el grup 7.BD.10 segons la classificació de Nickel-Strunz (7 per a sulfats (selenats, tel·lurats, cromats, molibdats, wolframats); B per a sulfats (selenats, etc.) amb anions addicionals, sense H₂O; i D per a només amb grans cations; el nombre 10 correspon a la posició del mineral dins del grup). En la classificació de Dana el mineral es troba al grup 30.1.8.1 (30 per a sulfats anhidres que contenen grup hidroxil o halogen i 1 per a (AB)m(XO₄)pZq, on m:p>2:1; 8 i 1 corresponen a la posició del mineral dins del grup).

## Característiques
La galeïta és un sulfat de fórmula química Na15(SO₄)₅F₄Cl. Cristal·litza en el sistema trigonal.

## Formació i jaciments
S'ha descrit a Searles Lake, San Bernardino Co., California i EUA. Sol trobar-se en dipòsits d'evaporita continental.